# Heis (cráter)

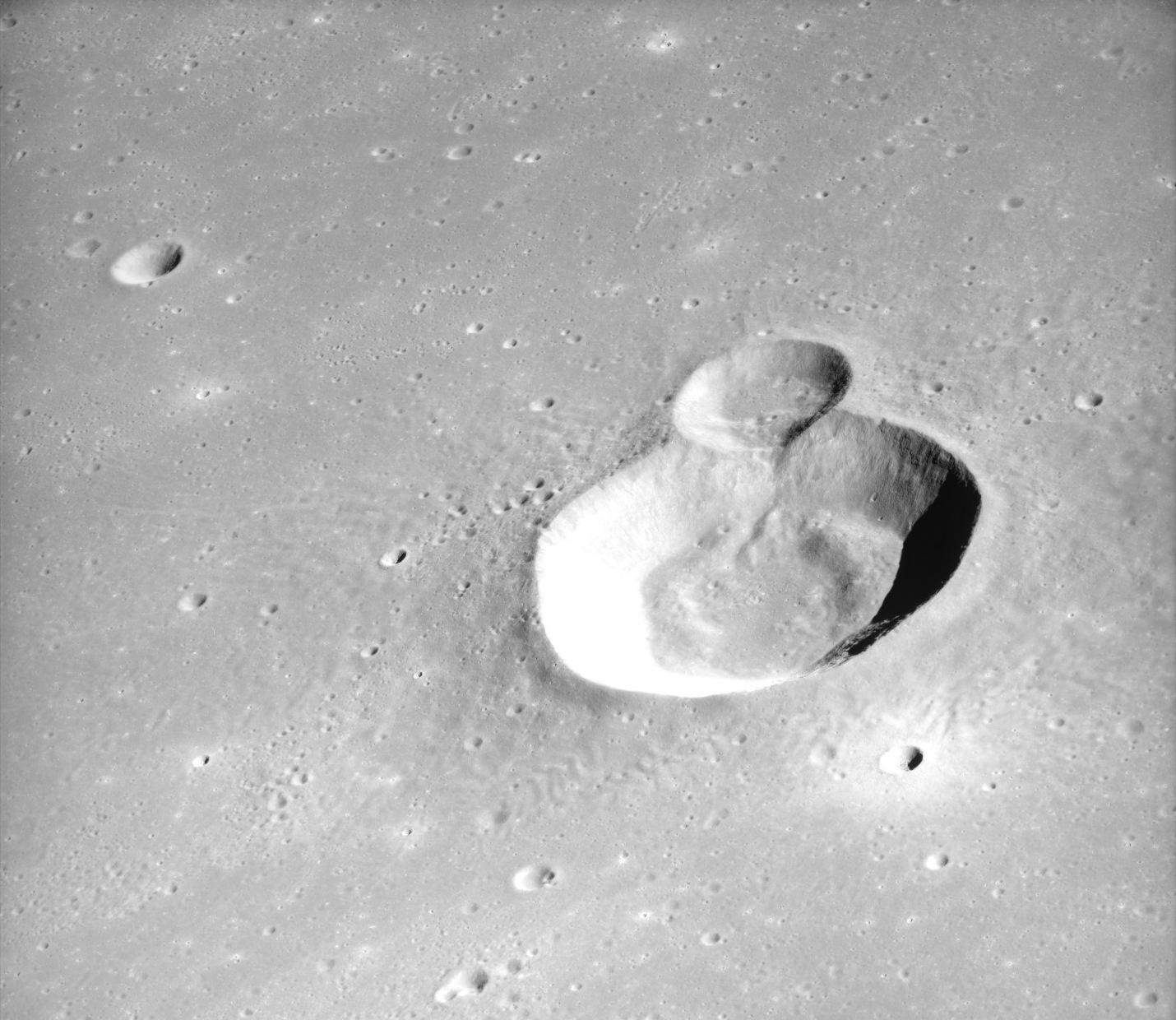
Fotografía de la misión Apolo 15

Heis es un pequeño cráter de impacto lunar que se encuentra en la parte occidental del Mare Imbrium, al noreste del cráter Delisle, y al sur de C. Herschel. Se trata de una formación circular, simétrica, con un suelo interior que es aproximadamente la mitad del diámetro del borde exterior. El pequeño cráter satélite Heis A penetra ligeramente en el borde norte, dándole una forma característica similar a un "8".

## Cráteres satélite
Por convención estos elementos se identifican en los mapas lunares colocando la letra en el lado del punto medio del cráter que está más cercano a Heis.
|      | \| Heis \| Coordenadas \| Diámetro \| \| ---- \| ----------------------------- \| -------- \| \| A \| 32°42′N 31°54′O / 32.7, -31.9 \| 6 km \| \| D \| 31°42′N 31°06′O / 31.7, -31.1 \| 8 km \| |          |
| Heis | Coordenadas | Diámetro |
| A    | 32°42′N 31°54′O / 32.7, -31.9 | 6 km     |
| D    | 31°42′N 31°06′O / 31.7, -31.1 | 8 km     |